# Pseudoradema spinosissimum
Pseudoradema spinosissimum är en nattsländeart som beskrevs av Schmid 1955. Pseudoradema spinosissimum ingår i släktet Pseudoradema och familjen Hydrobiosidae. Inga underarter finns listade i Catalogue of Life.